# Modèle gravitationnel de la Terre

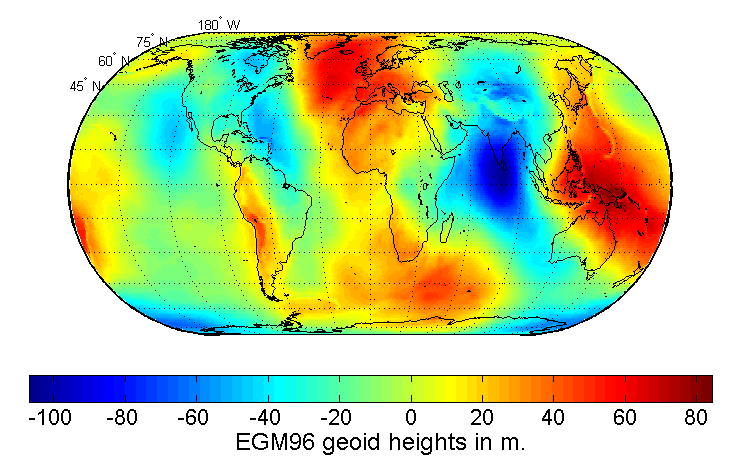
Modèle Gravitationnel de la Terre version 1996 (EMG96)

Les Earth Gravitational Models (EGM) sont une série de modèles géopotentiels de la Terre publiés par la National Geospatial-Intelligence Agency (NGA). Ils sont utilisés comme référence géoïde dans le Système géodésique mondial.
La NGA fournit les modèles sous deux formats : une série de coefficients numériques pour les harmoniques sphériques qui définissent le modèle, ou un ensemble de données donnant la hauteur du géoïde à chaque coordonnée à une résolution donnée.
Trois versions du modèle ont été publiées : EGM84 avec n=m=180, EGM96 avec n=m=360, et EGM2008 avec n=m=2160. n et m sont le degré et l'ordre des coefficients harmoniques ; plus ils sont élevés, plus les modèles ont de paramètres, et plus ils sont précis. EGM2008 contient également des extensions jusqu'à n=2190. Les versions de développement de l'EGM sont appelées Modèles Gravitationnels Préliminaires (MGP).
Chaque version de l'EGM a son propre code EPSG comme Référent altimétrique.

## Histoire

### EGM84
La première EGM, EGM84, a été définie comme faisant partie du WGS84. Le WGS84 combine l'ancien GRS 80 avec les données les plus récentes, à savoir les observations Doppler, la télémétrie laser sur satellites et l'interférométrie à très longue base (VLBI) disponibles, ainsi qu'une nouvelle méthode des moindres carrés appelée collocation. Elle a permis de définir un modèle avec n=m=180, fournissant un raster pour chaque demi-degré (30', 30 minute) de latitude et de longitude du monde. La NIMA a également calculé et mis à disposition des anomalies de gravité 30′×30′ dérivées de l'altimètre moyen de la mission géodésique GEOSAT. Des anomalies de 15′×15′ sont également disponibles.

### EGM96
EGM96 de 1996 est le résultat d'une collaboration entre la National Imagery and Mapping Agency (NIMA), le Goddard Space Flight Center (GSFC) de la NASA et l'Ohio State University. Il a tiré parti de nouvelles données gravimétriques de surface provenant de nombreuses régions du globe, y compris des données récemment extraites des archives de la NIMA. Les principales acquisitions de données gravimétriques terrestres réalisées par la NIMA depuis 1990 comprennent des levés gravimétriques aéroportés au-dessus du Groenland et de certaines parties de l'Arctique et de l'Antarctique, réalisés par le Naval Research Laboratory (NRL), ainsi que des projets coopératifs de collecte de données gravimétriques, dont plusieurs ont été entrepris avec l'université de Leeds. Ces efforts de collecte ont permis d'améliorer les données sur de nombreuses régions terrestres du monde, notamment l'Afrique, le Canada, certaines parties de l'Amérique du Sud et de l'Afrique, l'Asie du Sud-Est, l'Europe de l'Est et l'ex-Union soviétique. En outre, des efforts importants ont été déployés pour améliorer la base de données d'anomalies moyennes à 30' de la NIMA grâce à des contributions sur divers pays d'Asie. EGM96 comprend également des anomalies altimétriques dérivées de ERS-1 par Kort & Matrikelstyrelsen (KMS), (National Survey and Cadastre, Danemark) sur des parties de l'Arctique et de l'Antarctique, ainsi que les anomalies altimétriques dérivées de Schoene [1996] sur la Mer de Weddell. Le raster de EGM96 est fourni à une résolution de 15'x15'.
EGM96 est une solution composite, composée d'une :
1. solution combinée de degré et d'ordre 70,
2. solution de diagonale en bloc du degré 71 à 359,
3. solution de quadrature au degré 360.

Le PGM2000A est un modèle dérivé de l'EGM96 qui incorpore des équations normales pour la topographie dynamique de l'océan impliquée par le POCM4B, le Modèle de circulation générale océanique.

### EGM2008
Le modèle officiel de gravitation terrestre EGM2008 a été rendu public par l'équipe de développement EGM de la National Geospatial-Intelligence Agency (NGA, ex NIMA). Entre autres nouvelles sources de données, la mission des satellites GRACE a fourni un modèle à très haute résolution de la gravité globale.
Ce modèle gravitationnel est complet jusqu'au degré et à l'ordre d'harmonique sphérique 2159 (diagonale du bloc), et contient des coefficients supplémentaires allant jusqu'au degré 2190 et à l'ordre 2159. Il fournit une trame de 2,5′×2,5′ et une précision proche de 10 cm. 1'×1' est également disponible en format non flottant mais sans perte PGM,, mais les fichiers .gsb originaux sont meilleurs.
En effet, certaines bibliothèques comme GeographicLib utilisent des données PGM non compressées, mais il ne s'agit pas de données flottantes originales telles qu'elles étaient présentes dans le format .gsb.
Cela introduit une erreur allant jusqu'à 0,3 mm à cause de la quantification sur 16 bits, l'utilisation de float GeoTIFF sans perte ou de fichiers .gsb originaux est une bonne idée,.
Les deux grilles peuvent être recréées en utilisant un programme en Fortran et les données sources de la NGA. Les "versions de test" d'EGM2008 comprennent PGM2004, 2006 et 2007.
Comme tous les modèles harmoniques sphériques, EGM2008 peut être tronqué pour avoir moins de coefficients avec une résolution plus faible.

### EGM2020
L'EGM2020 doit être une nouvelle version (toujours pas publiée en février 2022) avec la même structure que l'EGM2008, mais avec une précision améliorée grâce à l'incorporation de données plus récentes.
Sa sortie était initialement prévue pour avril 2020. La version précurseur XGM2016 (X pour expérimental) a été publiée en 2016 jusqu'au degré et ordre (d/o) 719.
XGM2019e a été publié en 2020 jusqu'au d/o sphéroïdal 5399 (qui correspond à une résolution spatiale de 2′, soit ~4 km) et au d/o sphérique 5540 avec une construction harmonique sphéroïdale différente suivie d'une reconversion en harmoniques sphériques,. XGM2020 a également été publié récemment.